# Zack Martin
Zachary "Zack" Martin er en fiktiv person i Disney Channels tv-serier Zack og Cody's Søde Hotelliv, og Det Søde Liv til Søs. Han spilles af Dylan Sprouse.